# Henchir El Diab
Henchir El Diab és un fortí amb qualificació de jaciment arqueològic de la governació de Médenine, delegació de Ben Guerdane, a la vila de Nefatia, a uns 30 km al sud-est de Médenine, en una zona amb nombrosos henchir.